# Jean-Marie Le Pen

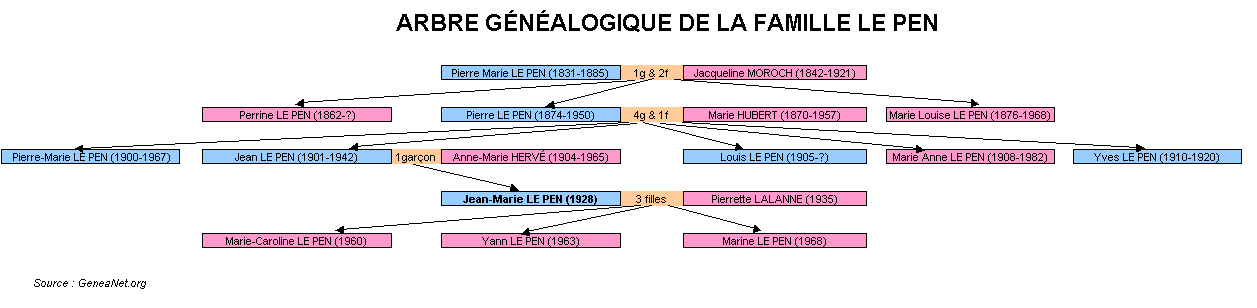
Genealogie rodu Le Pen

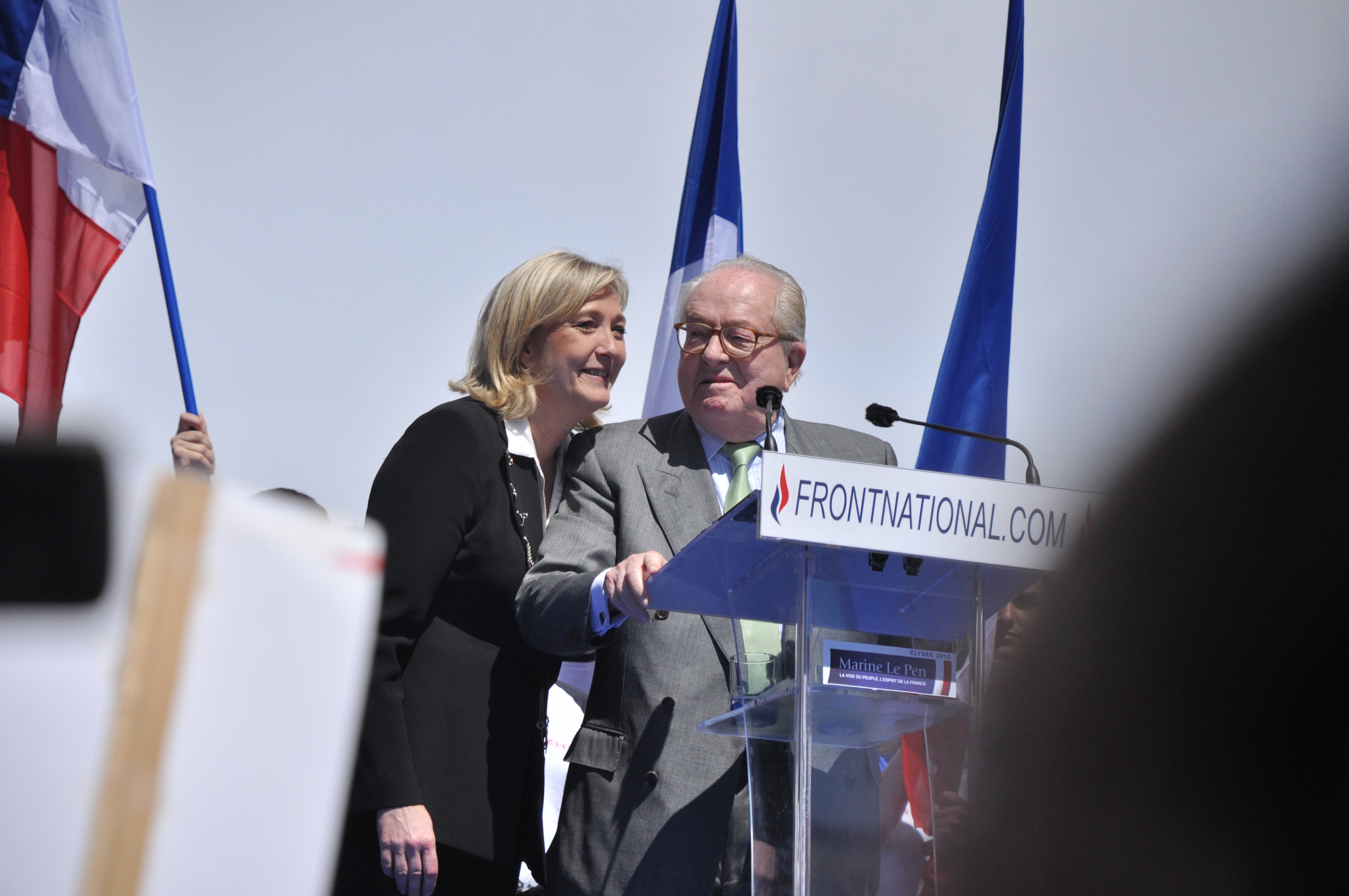
Jean-Marie Le Pen se svou dcerou Marine Le Penovou v Paříži (2012)

Jean-Marie Le Pen (20. června 1928 La Trinité-sur-Mer – 7. ledna 2025 Garches) byl francouzský krajně pravicový politik, zakladatel a bývalý předseda politické strany Národní fronta (Front national, FN).

## Osobní život
Jean-Marie Le Pen se narodil v malém bretaňském přístavním městě La Trinité-sur-Mer. Jako šestnáctiletý působil v protiněmeckém odboji (résistance). Později se označil za jednoho „z mnoha Francouzů té doby, za pétainistu i gaullistu zároveň“.
Studoval politologii a práva v Paříži, kde se zapojoval i do činnosti různých studentských organizací a vedl volební kampaně některým pravicovým politikům. Jako voják se účastnil francouzských vojenských operací v Indočíně (1953), Suezu (1956) a v Alžírsku (1957).
Jean-Marie Le Pen byl od roku 1991 podruhé ženatý. Jeho druhou manželkou byla Jany Le Penová, rozená Jeanne-Marie Paschose (* 1932), která je řeckého původu. Z prvního manželství s Pierrette Lalanne měl tři dcery. Nejmladší z nich, Marine Le Penová, je od roku 2011 předsedkyní Národní fronty a v roce 2017 kandidátkou na funkci francouzského prezidenta. Jeho vnučka, Marion Maréchal-Le Penová, je také členkou Národní fronty a nejmladší poslankyní francouzského Národního shromáždění.

## Politické působení
V letech 1956 a 1958 byl zvolen poslancem Národního shromáždění, poprvé za Union de defense des commerçants et artisans. Poslanecké křeslo ztratil v roce 1962 a na čas se stáhl z politiky.
V roce 1972 založil francouzskou Národní frontu, která je od obecních voleb v roce 1983, kdy zaznamenala úspěch v Dreux, jednou z nejvýznamnějších politických stran ve Francii.
V letech 1974, 1988, 1995, 2002 a 2007 Jean-Marie Le Pen kandidoval v prezidentských volbách, v roce 2002 z nich postoupil do druhého kola, když obdržel více hlasů než favorizovaný socialista Lionel Jospin. Ve druhém kole jej však po silné antikampani porazil Jacques Chirac. V prezidentských volbách v roce 2007 obsadil čtvrté místo.
V letech 1984 a 1999 byl zvolen poslancem Evropského parlamentu. V letech 1992 a 1998 byl zastupitelem v regionu Provence-Alpes-Côte d'Azur. V roce 2004 mu nebylo umožněno kandidovat.
Jean-Marie Le Pen patřil mezi výrazné odpůrce imigrace z neevropských zemí, požadoval obnovení trestu smrti, snížení daní a vystoupení Francie z Evropské unie. Výrazně se též angažoval v kampani před referendem o Evropské ústavě, kterou Francouzi nakonec odmítli.
V květnu 2015 mu bylo pozastaveno členství v Národní frontě. V reakci na toto opatření vydědil svou dceru Marine Le Penovou.

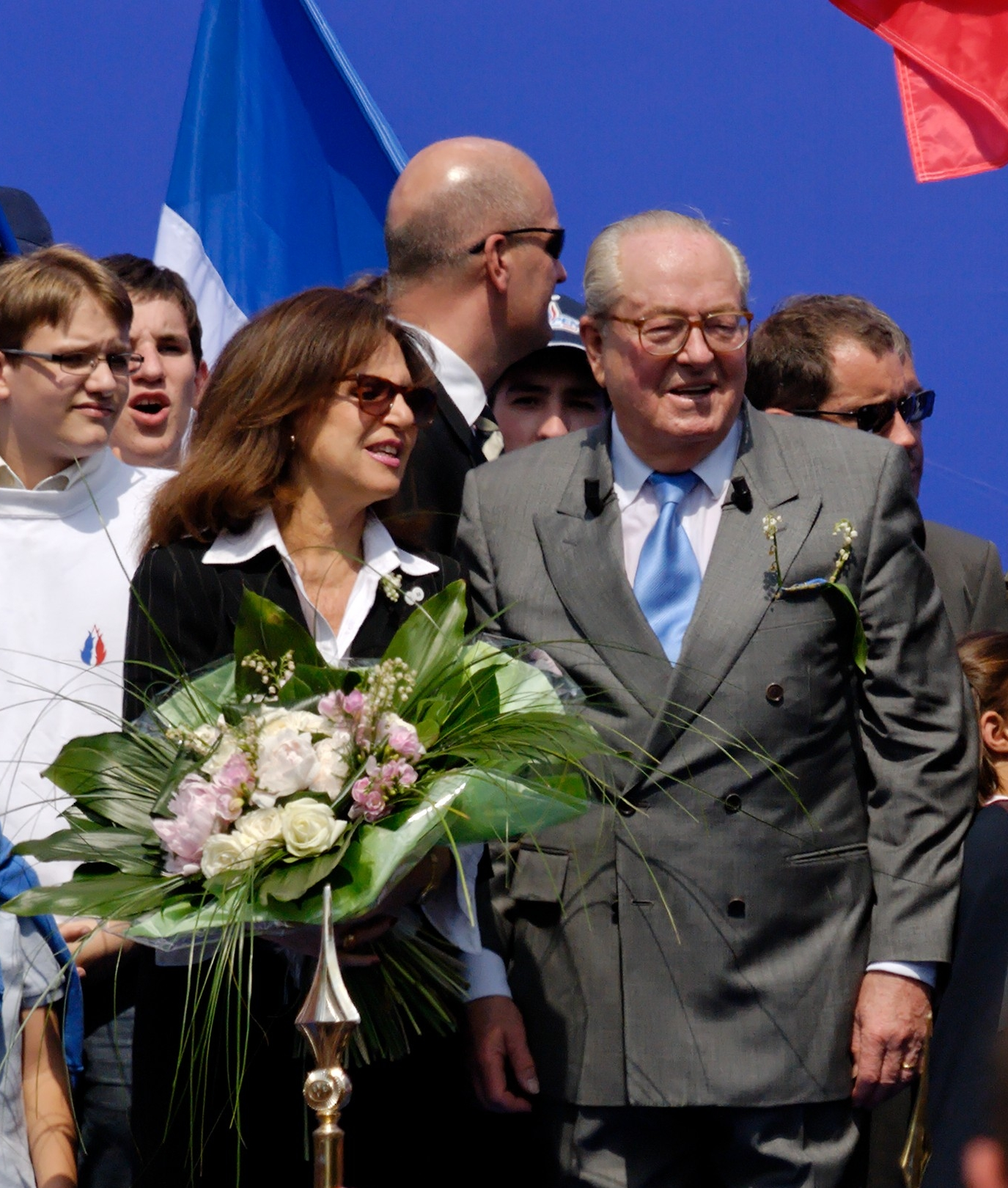
Jean-Marie Le Pen se svou ženou Jany, 1. května 2007

## Kontroverze
V minulosti na sebe upoutal pozornost, když označil plynové komory za pouhý detail v dějinách celé druhé světové války.
V květnu 2014 v době probíhající epidemie eboly v západní Africe prohlásil, že ebola by během tří měsíců zmírnila populační explozi v Africe a následnou imigraci do Evropy.